# Лорченко, Леонид Дмитриевич
Леонид Дмитриевич Лорченко (белор. Леанід Дзмітрыевіч Лорчанка; 24 июля 1925 года — 18 июля 1943 года) — Герой Советского Союза, участник Великой Отечественной войны, партизан 600-го партизанского отряда на временно оккупированной территории Могилёвской области БССР.

## Биография
Родился 24 июля 1925 года в городе Могилёве в семье рабочего. По национальности белорус. Получил 8-летнее образование. Член ВЛКСМ.
Во время Великой Отечественной войны участвовал в обороне Могилёва в 1941 году в составе городского ополчения. Вместе с советскими войсками прорывался на восток, но вскоре вернулся.
В оккупированном Могилёве работал в подполье — расклеивал листовки и устраивал диверсии. Известен случай, когда Лорченко наклеил листовку на спину полицая, стоящего на рынке. 23 февраля 1943 года в могилёвском кинотеатре во время выступления там Власова ему удалось подложить две листовки о разгроме нацистских войск под Сталинградом на стол президиума.
В апреле 1943 года по решению подпольного комитета отправлен в 600-й партизанский отряд, где был включён в диверсионную группу; взорвал 2 железнодорожных моста и 1 вражеский эшелон.
В июле 1943 года отряд Лорченко отражал атаки карательных отрядов. 18 июля у деревни Антонова Буда Белыничского района Могилёвской области группа прикрытия, в которую был включён Лорченко, вступила в бой с численно превосходящим противником. После того, как закончились боеприпасы, оставшийся один в живых Леонид Лорченко с последней противотанковой гранатой бросился в скопление войск противника.

## Награды
Указом Президиума Верховного Совета СССР от 8 мая 1965 года, в канун 20-летия Победы советского народа над фашистской Германией, за особые заслуги в борьбе против немецко-фашистских захватчиков в тылу противника и проявленные при этом отвагу и геройство Лорченко Леониду Дмитриевичу посмертно присвоено звание Героя Советского Союза.

## Память
- В посёлке Белыничи в честь Лорченко названа улица, а также его имя носит школа[1].
- В Могилёве в честь него установлена мемориальная доска[1].